# André Sicre
André Sicre, död 1733 i Paris, var en fransk ingenjörsofficer, som även var adjutant till Fredrik av Hessen och ofta utpekad som Karl XII:s mördare. 

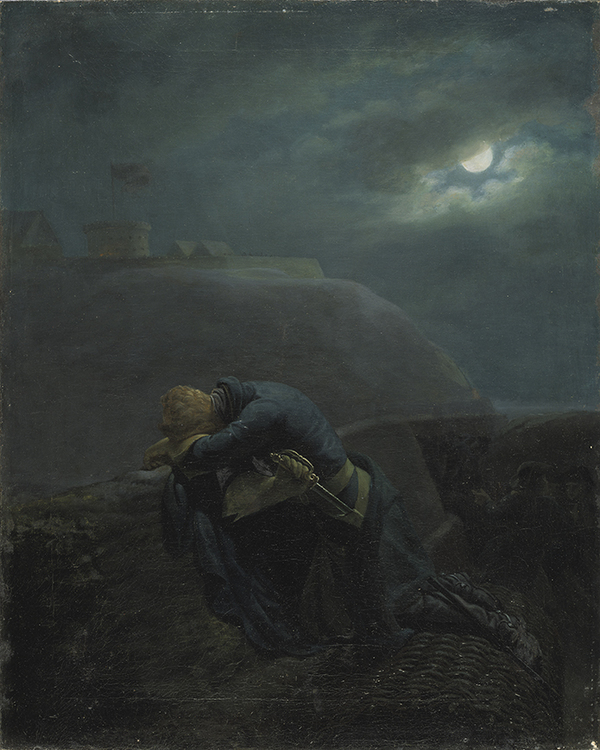
Kungens död som den avbildats i Voltaires biografi.

## Biografi
Sicre blev skeppsbruten på ön Chios 1712 och trädde därefter i Karl XII:s tjänst i Bender. Han följde med svenskarna till Stralsund och deltog därefter i försvaret av staden. Han tillfångatogs, men lyckades fly till Sverige 1716. Sicre anställdes av Fredrik av Hessen vid Södra skånska kavalleriregementet och blev därefter både överadjutant och generaladjutant till Fredrik av Hessen. Under Karl XII:s andra norska fälttåg 1718, medföljde Sicre trupperna till Fredriksten. Sent på kvällen den 30 november befann sig Sicre i löpgravarna kring kungen. Han försvann dock innan kungen sköts, men återkom strax därefter. Han lade sin peruk och hatt över kungens ansikte och tog själv på sig Karl XII:s genomskjutna hatt. Han red därefter till Fredrik av Hessens högkvarter i Torpum för att framföra meddelandet om kungens död. Därefter red han till Stockholm och informerade Ulrika Eleonora om händelserna i Fredriksten. Efter det misslyckade fälttåget blev Sicre utnämnd till överstelöjtnant vid Livdragonerna av Fredrik av Hessen, men rykten om Sicres inblandning i Karl XII:s död började florera i Stockholm; bland annat trädde en löjtnant vid namn Schultz fram och påstod sig ha hört att Sicre skulle få 3000 eller 5000 dukater för att mörda Karl XII. På grund av ryktena, skickade Fredrik av Hessen Sicre utomlands, men han återkom till den svenska huvudstaden 1722. Han var då insjuknad i tyfus och var även i mental obalans. Under sommaren 1723 var Sicre drabbad av en febersjukdom och i förvirringen öppnade han ett stort fönster i sin våning och ropade ut till förbipasserande att han var den som mördade Karl XII. Fredrik av Hessen, som vid det tillfället blivit Fredrik I av Sverige, försökte tysta ned händelsen och sätta stopp för ryktesspridningen. När Sicre återhämtat sig från febern, tog han tillbaka erkännandet, men det rådde inte bot på ryktena. 1728 började Sicres mentala hälsa bli bättre, varför han reste tillbaka till Frankrike. Sicres ekonomi var mycket dålig; hans sjuklön var låg, men han skrev ständigt brev till det svenska kungaparet, vilka skickade mindre summor pengar till honom. André Sicre avled fattig i Paris 1733.
Enligt Bengt Liljegren talar mycket för att Sicre mördade Karl XII, men att bevis för detta förmodligen aldrig kommer kunna framläggas.